# Синджар (гори)

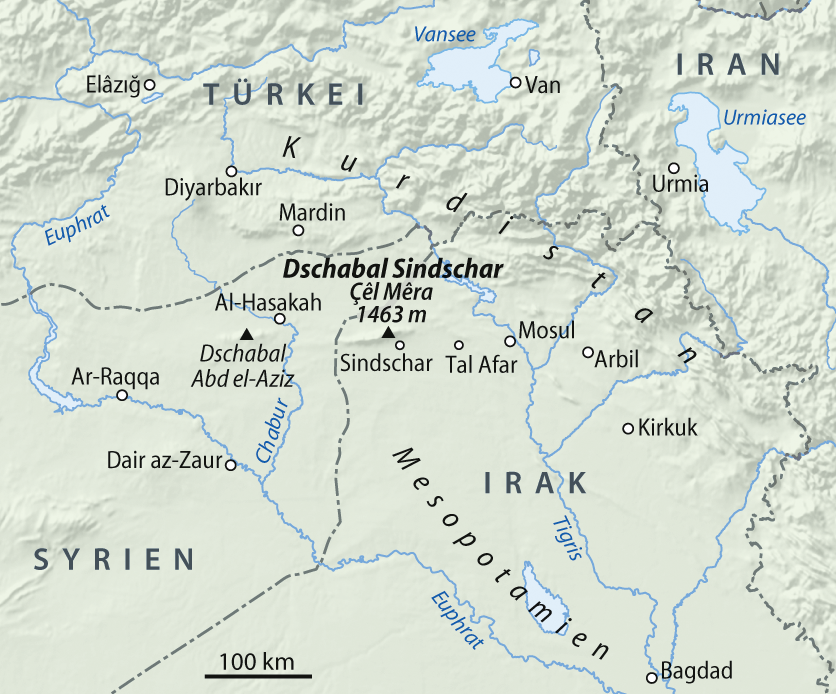
Розташування Синджару

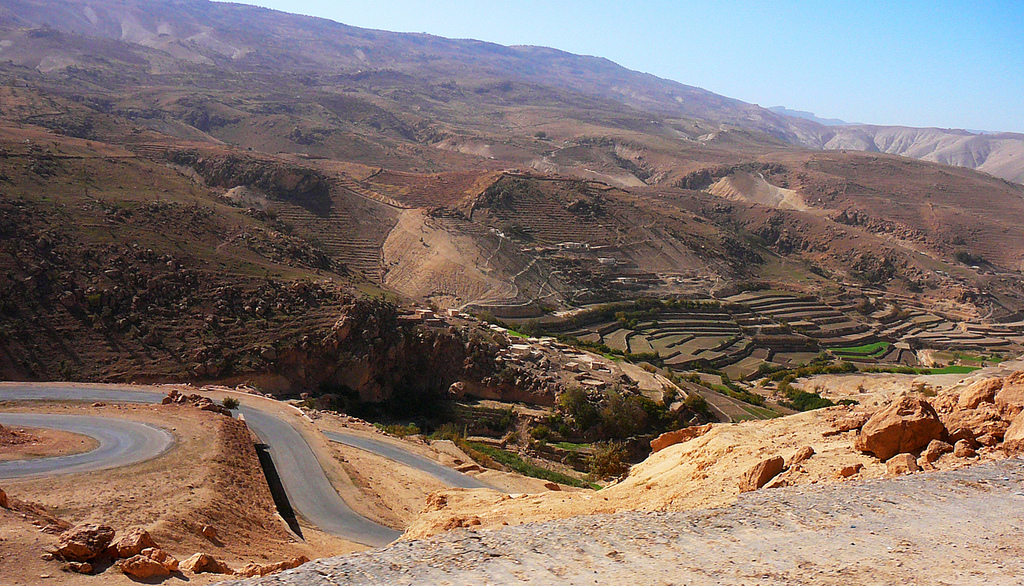
Тераси в долині Синджару: Богарне землеробство на крутих схилах і зрошення полів у долині.

Синджар, інакше Джабаль Синджар, курд. چیای شه‌نگال/شه‌نگار — гірське пасмо на території провінції Найнава на північному заході Іраку. В горах мешкають головно єзиди, які вважають місцевість священною, бо на їхню думку саме тут після потопу причав ковчег біблійного Ноя. Археологічні знахідки епохи раннього неоліту.
Видовжені, в основному складені з карстових порід, гори Синджару піднімається відносно місцевості на висоту від 500 до 1000 метрів і тягнуться зі сходу на захід протягом 60 км. Розташовані в географічній області Джезіре, частина яколі лежить у півніфчно-східній Сирії, між двома ріками Тигр і Хабур. ут працює використовується з дороги 11-го століття з Мосула до Сирії. Клімат місцевості напів-посушливий, субтропічний середземноморського виразу із жарким сухим літом і прохолодною вологою зимою. 
Зона вище 800 метрів є потенційною площею лісів, де би мали рости дуб, які збереглися ще у малодоступних місцях. Але вирубки і випасання худоби призвели до кардинальної зміни рослинного покрив гір, який наближений тепер до степового. Крім випасання, землекористування включає в себе рільництво частково на терасах і в долинах на зрошуваних земелях, на яких культивуються в основному зерно, овочі і тютюн. В Ісламське середньовіччя також культивувалися тутові дерева для процвітаючого тут виробництва шовку. На схилах пошрені також фруктові сади (найбільше культивується інжир)